# Wetti de Reichenau
Wetti(ou Wettin) de Reichenau, aussi appelé en latin Wettinus Augiensis, née en 764 et mort en 824 à Reichenau, est un moine bénédictin pendant l’empire carolingien, ainsi qu'un maître — magister — à l'école externe du monastère d'Augia (Reichenau), situé en bordure sud de l’actuelle Allemagne.
Wetti écrit entre 815 et 820 la biographie de Saint Gall, intitulé Vitta S. Galli, regroupé en deux livres où il y est raconté son voyage, l'établissement de son cloître, sa mort, ainsi que les miracles associés à sa sépulture.
En plus d'avoir été un maître pour plusieurs élèves, dont Walafrid Strabo, Wetti a fait un apport important dans la littérature et la perception de l'au-delà du Moyen Âge grâce à la vision qu'il vécut à l'âge de 60 ans, peu de temps avant sa mort, racontée dans l'œuvre Visio Wettini. Un de ses confrères, Heito, a écrit la version la plus populaire de la Visio Wettini, tandis que son élève Walafrid Strabo en a fait une version écrite en vers peu après, qui comporte quelques subtiles différences.

## Monastère de Reichenau et vie monastique

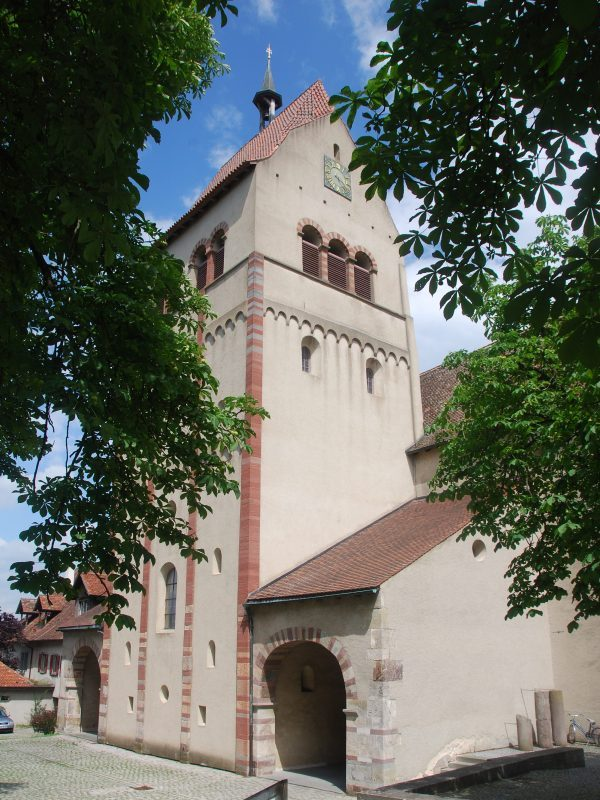
Église du monastère de Reichenau

Le monastère de Reichenau est fondé vers 724 par Pirmine durant l'influence de Charles Martel sur l'île anciennement appelé Agia au bord du lac de Constance. Le monastère de Reichenau participe et vit au rythme de l'époque de l'âge d'or du monachisme occidental. À cette époque, et, jusqu'au XIIe siècle, les monastères sont d'importants centres culturels et de prières, notamment pour le succès militaire et le salut du peuple. À cet effet, on retrouve à Reichenau un des plus imposants livres de prières contenant jusqu'à 40 000 noms de défunts pour lesquels les moines dédient leurs prières et leurs messes. De plus, les monastères carolingiens sont au cœur de la production littéraire et de la vie culturelle, et des monastères tels que Reichenau et Saint Gall jouent un rôle important dans l'expansion de l'influence et du pouvoir carolingien.
Wetti de Reichenau est décrit comme un maître réputé qui reçut un enseignement dans les sept arts des anciens. Wetti maîtrise donc la grammaire, la rhétorique et la dialectique, appelé le Trivium ainsi que l'arithmétique, la géométrie, la musique et l'astronomie, le Quadrivium. Dans la Visio Wettini il y est suggéré que Wetti eu plusieurs étudiants sous sa charge, parmi lesquels compte, notamment, l'influent Walafrid Strabo qui devient le tuteur de Charles le Chauve et le chapelain personnel de Judith de Bavière, seconde femme de Louis le Pieux. Wetti est un érudit de l'époque carolingienne, il participe non seulement aux liturgies, mais est aussi scribe puisque vers 815-820 il écrit la biographie de Saint Gall, Vita S. Galli.
Le 30 octobre 824, à l'âge de 60 ans, Wetti prend une concoction qu'il avait coutume de prendre avec ses confrères du monastère pour revigorer son organisme. Il en tombe malade, et il fait l'expérience d’une vision de l'au-delà qu'il dicte à ses collègues pour qu'ils en fassent l'écriture. Son rapport officiel est transcrit dans la Visio Wettini, par Heito, et ensuite par son élève Walafrid Strabo. Il décède peu après, au matin du 4 novembre 824, au monastère de Reichenau.

## Vita S. Galli

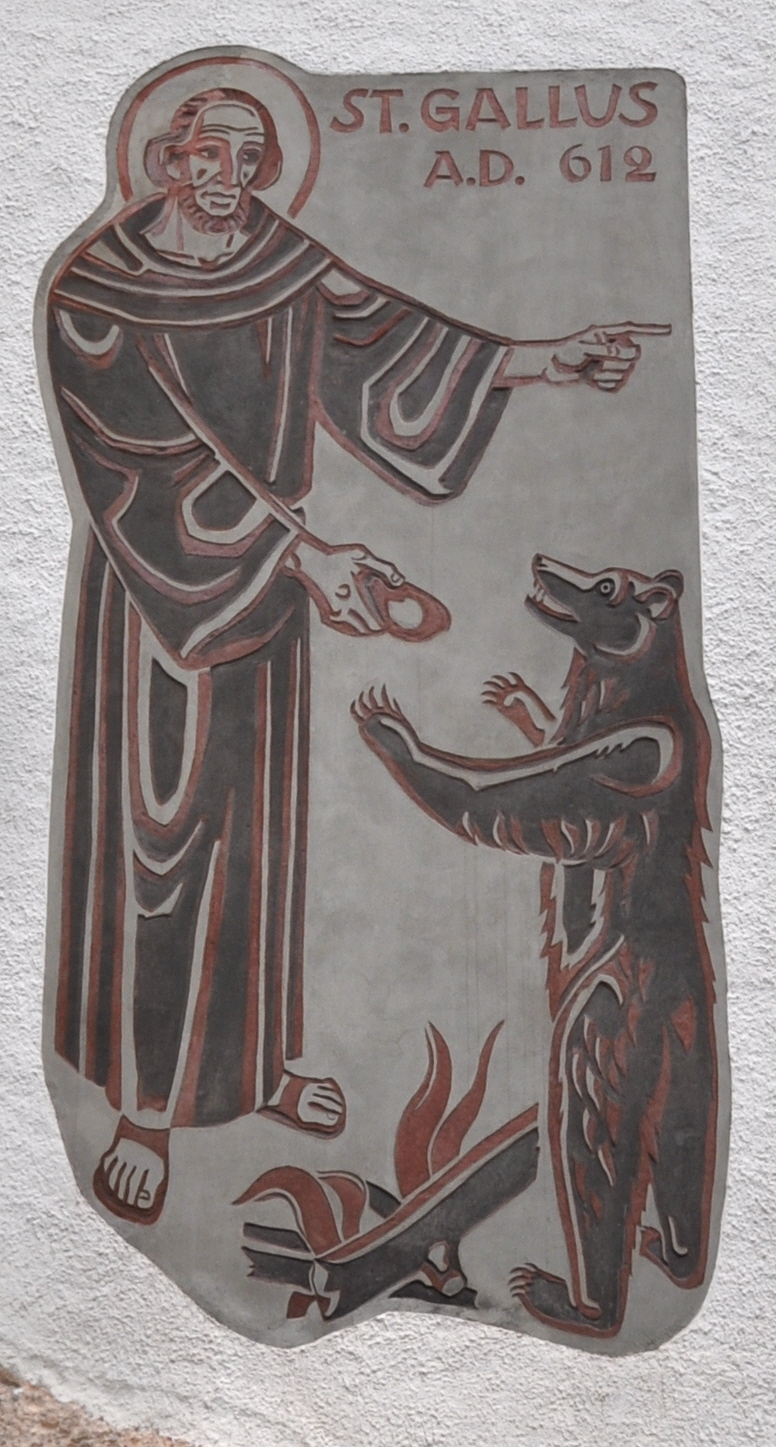
Peinture représentant Saint Gall et un ours.

Entre 816 et 820, Wetti écrit le texte hagiographique intitulé Vita S. Galli qui relate l’existence et l’après-mort de Saint Gall au VIe siècle. Divisé en deux livres, le premier est dédié à la vie de Saint Gall, de son enfance jusqu'à l'établissement de son cloître dans une forêt, près du lac de Constance, jusqu'à sa mort en 646. Le second livre, s'intéresse, entre autres, à deux évêques de Constance, notamment Johannes, ancien diacre et élève de Gall, et s'intéresse aux miracles autour de la sépulture de Saint Gall. Wetti y mentionne un comte tyrannique qui décime des régions aux abords au lac Constance en y mettant le feu et qui se livre à des actes cruels. De plus, il y est évoqué un traitre du nom d’Erchonaldus qui s'en prend à la sépulture de Gall. Le récit cite les Pépinides d'Austrasie, ancêtres de Charlemagne, soit: Pépin de Herstal, le maire du palais Carloman, Pépin le Bref et Carloman1er.

### Thèmes

#### Justice de Dieu et punition
Dans sa biographie de Saint Gall, Wetti rappelle les conséquences, présente ou à venir, des individus qui tentent de s’en prendre aux hommes de Dieu ou qui s'opposent à ses volontés.
Par exemple, à Tucconia, Gall détruit par le feu un temple païen et jette les objets consacrés à des dieux dans un lac. À la suite de l'explosion de colère des gens révoltés des actes de Gall et prêts à s’en prendre à lui, Colomban, son compagnon, prie alors Dieu de punir ces gens pleins de haine.
En réponse à la destruction d'idoles païennes, et pour s'être débarrassé d'un démon qui était adoré par la population locale, le duc d'Alemanni, Cunzo, dût à l’indignation populaire qui en résulte, est contraint de procéder à l'éviction de Colomban et Gall hors de son territoire. Toutefois, quelques années plus tard, Fridiburga, la fille du duc Cunzo, est possédée par une âme démoniaque qui dit y être entrée puisque son père a éjecté Gall et ses confrères de son royaume quelques années auparavant. Le Duc est donc puni par le démon pour avoir chassé les hommes de Dieu.
Dans le deuxième livre, un traître du nom d’Erchonaldus, ainsi que ses hommes tentent de profaner la sépulture de Gall en quête de richesse. Ils sont repoussés par une force divine, et prenant la fuite, les hommes se mettent à s'entretuer. Erchonaldus arrive à s'enfuir, mais est pris de grands maux. Il en perd ses cheveux, sa peau et ses ongles en guise de punition pour avoir voulu s'en prendre à la dépouille de Saint-Gall.

#### Vœu de pauvreté
Wetti insiste beaucoup sur le vœu de pauvreté qui est exposé par la parole de Matthieu 19:21: « Jésus lui dit: Si tu veux être parfait, va, vends ce que tu possèdes, donne-le aux pauvres, et tu auras un trésor dans le ciel. Puis viens, et suis-moi ». Ce passage est l'essence même de la vie monastique selon la règle de Saint Benoît qui impose la pauvreté à ses moines, et c’est un thème important de la Vita S. Galli.
D'abord, quand Gall et Colomban sont reçus par Sigebert III, roi d'Austrasie, qui est charmé par les enseignements de ceux-ci, et qu'il leur offre de s'installer dans son royaume et de pourvoir à tous leurs besoins. Colomban répond alors qu'il a laissé tout derrière lui au nom du Seigneur, et que s’il acceptait la richesse, il renierait la parole de l'évangile.
Gall délivre le corps d’une fille d'un esprit maléfique. Il s’agit de la fille d'un riche duc. Celui-ci rempli de gratitude, lui offre les cadeaux que le roi avait faits à l'attention de sa fille. Gall les redistribue parmi les habitants d'un village. Cependant, l’un de ses disciples, Magnoald, souhaite conserver une coûteuse coupe en argent avec engravure. Gall lui rappelle que l'argent et l'or ne sont pas pour eux et lui demande ainsi, de remettre l’objet.

#### Soumission à Dieu
Wetti fait un rappel au message contenu dans la règle monastique de Saint Benoît qui régit la vie de son monastère et qui exige une soumission universelle envers Dieu.
À son collègue Hiltibod, qui s'inquiète de retrouver des ours ou des loups dans la contrée sauvage, Gall cite Romain 8:31: « Si Dieu est pour nous, qui sera contre nous? ». À cet effet, un jour, un ours flânant pour de la nourriture est pris sur le fait et Gall, au nom de Dieu, lui ordonne d'aller chercher du bois pour le feu, ce qu'il fait. Wetti, dans cet épisode, met en évidence la subordination universelle à Dieu, même pour les animaux.

## Visio Wettini
Le 30 octobre 824, Wetti prend une concoction qu'il avait coutume de prendre avec ses collègues du monastère pour revigorer son organisme. Cependant, au lieu d'avoir un effet bénéfique, la préparation le rend très malade. Wetti se plaint de terribles douleurs et n'arrive plus à s'alimenter, étant pris d'indigestion et de fortes nausées. Quelques jours plus tard, au souper, il se retire à l'écart des autres et se met au lit. Il ferme les yeux, mais n'arrive point à dormir, c'est à ce moment, qu'il a sa première vision de l'au-delà. En premier lieu, un homme d'apparence laide déguisé en clerc apparait avec des instruments de torture, ce qui trouble Wetti. Ensuite, la miséricorde lui apparait sous la forme d'un ange,. Wetti se réveille et, troublé par ce qui vient de se passer, appelle ses confrères qui le veillent, leur demande d'intercéder pour ses péchés et se fait lire les Dialogues de Saint Grégoire. Finalement las, Wetti tombe endormi et entame une seconde vision, où le même ange que dans sa première vision l'accompagne pour le guider dans une visite de l'au-delà. Il y voit des membres du clergé brûlant dans une rivière de feu, un abbé en punition au sommet d'une montagne abandonné aux morsures du vent et des rigueurs des intempéries, et un prince qui est châtié pour s'être débauché. Wetti y fait la rencontre d'hommes saints, de martyrs, et de vierges priant Dieu pour son salut. Au terme de cette rencontre, Wetti se fait annoncer que le jour suivant il décédera. Il sait qu'il doit, de toute hâte, informer ses collègues des punitions réservées aux pêcheurs dont il a été témoin. Au lever du jour, lorsqu’il s'éveille, Wetti convoque d'urgence ses collègues et tente de raconter son histoire nerveusement qu'il fait écrire sur des tablettes de cire. Au matin, Wetti, dans un entretien privé récapitule sa vision dans l'ordre des événements et fait produire un rapport officiel. Il passe ensuite les dernières heures de sa vie en privé avec Walafrid Strabo.
La Vision de Wetti est considérée comme l'une des représentations les plus détaillées de la perception propre à l'époque carolingienne concernant l'au-delà.

### Opposition entre les versions de Heito et de Walafrid Strabo
Les deux versions existantes de la Visio Wettini ont été écrites à la fois par Heito et par Walafrid Strabo qui fut l'élève de Wetti.
La version en prose de Heito aurait été la première écrite, entre 824 et 826. Heito fut l'un des rares à assister à la version officielle de Wetti. Au travers d'allusions de détournement, faisant fi, de la présence de sodomie au sein de son école monastique, Heito, au travers de celles-ci, tend à rapporter que Wetti aurait subi, dans sa vision, le reproche d’avoir failli à sa tâche comme éducateur moral dans ses enseignements auprès de ses élèves. Bref, Wetti serait coupable d’avoir mené une vie monastique qui serait qualifiée de « médiocre ». À cet fin, Heito, au travers de sa version de la Visio Wettini, pourrait avoir fait part de ses propres angoisses, qui prendraient leurs origines à la suite de l'édit de Charlemagne en 802, le Capitulae missorum generale, qui donne un sévère avertissement contre les transgressions sexuelles au sein des monastères.
La version de Walafrid Strabo fut écrite lorsqu'il avait 18 ans, en 826, présumément pour le compte d'un proche de Wetti, un certain Adalis. La version de Walafrid a la particularité d'avoir été écrite en vers, ce qui met en évidence la supériorité de ses capacités littéraire sur celle d'Heito. De plus, la version de Walafrid Strabo, tout au long du récit, au travers de quelques petites différences subtilement placées, ne semble pas tendre vers une même conclusion que Heito au sujet de Wetti. À cet effet, Walafrid Strabo, en tant qu'étudiant et ami de Wetti, tente plutôt de rétablir la réputation de son maître en opposant sa version à celle d'Heito. Par exemple, sa version tente de diminuer la gravité des blâmes envers Wetti, précédemment rapportés par la version d'Heito, notamment au sujet de la sodomie.

### Thèmes

#### Apparition de Charlemagne et critique envers les réformes carolingienne
La Visio Wettini fait apparaître Charlemagne, qui est dépeint comme « un prince qui avait dirigé autrefois les royaumes d'Italie et du peuple romain », et qui a les parties sexuelles dévorées par une bête. Wetti, par sa vision, donne un sérieux avertissement aux souverains carolingiens et aux hommes puissants : à la fin de leurs vies ils ne pourront se dérober aux punitions qui les attendent pour leurs pêchés. À cet égard, même s'il avait défendu la foi chrétienne, dirigé l'Église, réformé — et corrigé — son peuple et, malgré les éloges de certains érudits comme Alcuin et Eginhard concernant ses efforts pour faire renaître la connaissance et l'érudition dans son empire, Charlemagne, ironiquement, n’a pas pu se soustraire à la purgation — à la correction — de ses péchés de la chair et de la débauche,,. Certains historiens, tels qu'Abrecht Diem et Rosamond McKitterick, indiquent que cette critique de Charlemagne, décédé dix ans auparavant, aurait ciblé son fils, Louis le Pieux, qui lui succéda sur le trône, lequel, en 814, amorce des réformes monastiques dans l'empire carolingien,.

#### Intercession, prières et importance des visions
Puisque la purgation des non condamnés à l’enfer peut durer pour une période indéterminée, Wetti semble insister sur l'importance des prières et des intercessions des vivants pour les défunts dans le but d'écourter la durée de la purgation en réponse à l’angoisse des chrétiens devant la mort et leurs sorts dans l’au-delà.
Notamment, l'ange montre à Wetti l'exemple d'un abbé qui dût vivre en punition de façon temporaire au sommet d'une montagne endurant le vent et les tempêtes. Cet abbé avait demandé à un évêque, en se manifestant lors d’une vision vécue par un clerc, de l'aider par les prières et ses bonnes volontés. Le dit évêque ne prit pas au sérieux les visions du clerc et l'appel à la charité du défunt abbé et, finalement, à son décès, celui-ci ne peut se sauver lui-même et est condamné à vivre lui aussi sur la montagne,
Wetti, lui aussi, espère être sauvé de ses pêchés que lui réserve la purgation grâce aux intercessions. Effectivement, lorsque Wetti se présente accompagné de l'ange à une réunion de saints composé de prêtres, de martyrs et de vierges, il souhaite leurs intercessions avec Dieu en sa faveur pour obtenir la miséricorde de ses pêchés.

#### Critique contre le clergé
Durant le IXe siècle, les monastères deviennent les principaux artisans de l'art et les foyers intellectuels sous l'empire carolingien. Plusieurs de ces monastères profitent d'un patronage par la royauté et par l'aristocratie. À cet effet, Wetti dans sa Vision sert un avertissement clair envers le clergé et dénonce cette pratique.
Par exemple, l'ange dans le récit de Wetti montre des hommes et femmes torturés dans des rivières de feu, des prêtres en majorité. L'ange justifie la pénitence de ces prêtres puisqu’ils centrent leurs piétés autour de leurs avantages matériels et superficiels qu'ils convoitent en occupant des fonctions à des cours royales comme administrateurs,. À cet effet, il y a une volonté dans la Visio Wettini de corriger les moines et les clercs qui cadre avec le contexte des volontés de réformes carolingiennes en vigueur à l’époque.

### Manuscrits et transmission

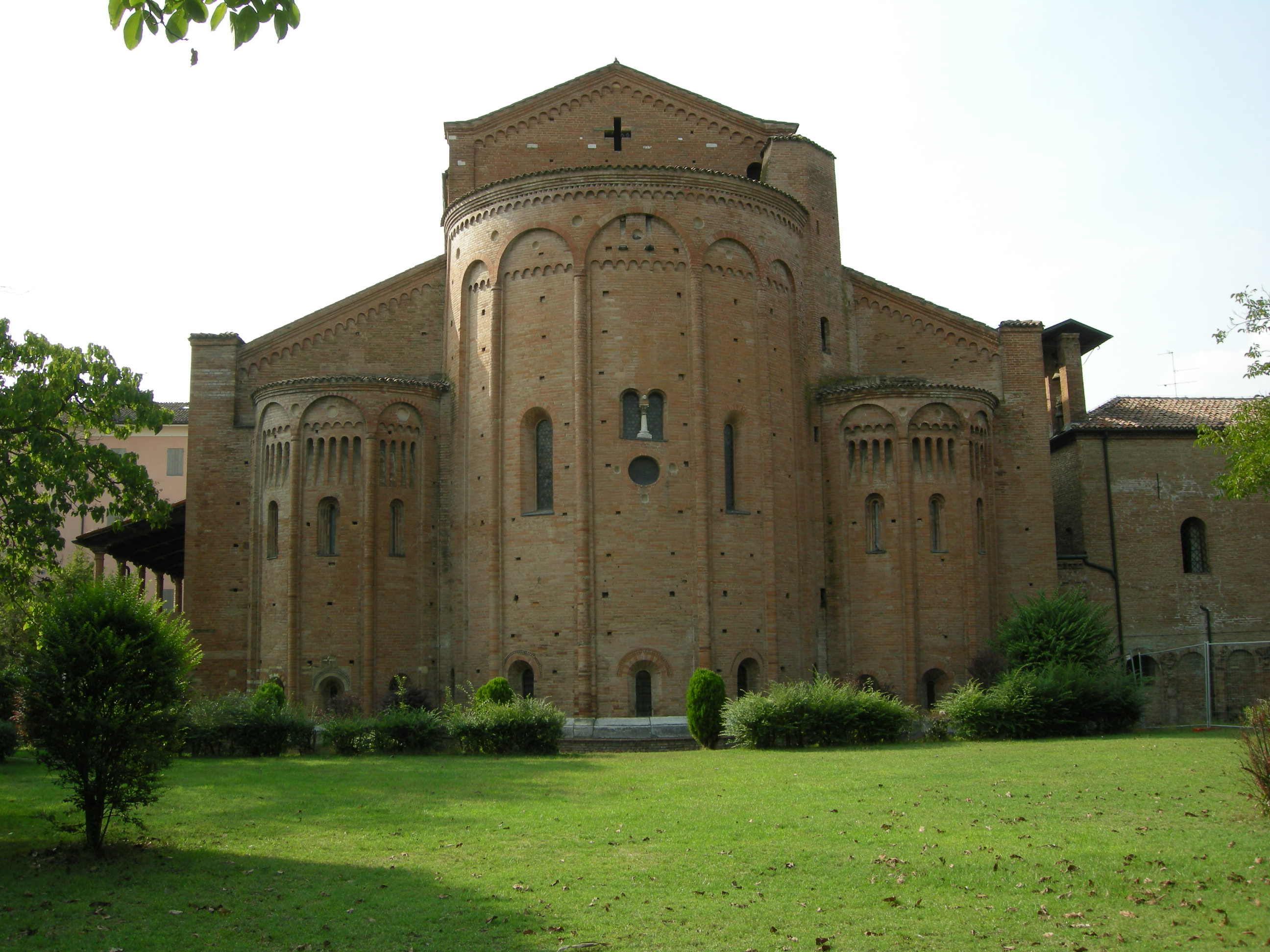
Abbaye de Nonantola où fut retrouvé un ancien fragment de la Visio Wettini de Heito de Bâle.

La version de Visio Wettini de Heito a été conservée dans 63 manuscrits, dont six remontent au IXe siècle. De la version de Walafrid Strabo ne nous sont parvenus que sept manuscrits . Un manuscrit, disparu, qui aurait contenu les deux versions — celle de Walafrid et celle de Heito —  a été répertorié entre 835 et 841 dans le catalogue de la librairie de Reichenau. Le nombre de manuscrits qui ont subsisté pour chacune des versions indique que celle d'Heito doit avoir suscité plus d'engouement que celle de Walafrid Strabo.
Une copie très ancienne de la version de la Visio Wettini de Heito fut retrouvée, sous forme d'un fragment, au sein d'un manuscrit produit au début du IXe siècle, contenant les Dialogues de Saint Grégoire, conservé dans le monastère de Nonantola au nord de l'Italie. Cette découverte laisse présager que la version de Heito semble avoir eu préséance dans le monde monastique, sur celle de Walafrid Strabo malgré la supériorité littéraire de ce dernier. De plus, vu l'âge du fragment contenant la Visio Wettini présente à Nonantola, qui serait un manuscrit hâtif, il est probable que la Visio Wettini s'est propagée rapidement à travers les monastères de l’empire carolingien.

#### Sources
- Benet de Núrsia, La Règle de Saint Benoît nouvellement traduite et expliquée selon son véritable esprit par l’auteur des Devoirs de la vie monastique, Chez la Veuve François Muguet, Premier imprimeur du Roy Muguet et du Clergé de France, Paris, 1703, 669 p.
- Heito de Bâle (trad. Jean Verdon), « Visio Wettini », La chronique de Saint-Maixent (751-1140), éd. et trad. Jean Verdon, Paris, Société d'édition les Belles lettres, 1979, coll. « Les Classiques de l'histoire de France au Moyen Âge, 33 », 264 p.  (ISBN 9782251340425)
- (en) Walafrid Strabo (trans. Richard Matthew Pollard), Visio Wettini, Vancouver, UBC Dept. of History, 2015, 31 p. accès en ligne
- (en) Wettin of Reichenau (trans. Priscilla Throop), The Life of Saint Gall, Charlotte, MedievalMS, 2010, 32 p.
- « Matthieu 19:21 », sur Sainte Bible (consulté le 8 avril 2017)

#### Ouvrages
- (en) Rosamond McKitterick, The Frankish Kingdoms Under the Carolingians, 751-987, New York – London, Longman, 1983, 414 p.  (ISBN 9780582490055)
- (en) Marios Costambeys, Matthew Innes, Simon MacLean, The Carolingian World, Cambridge, Cambridge University Press, 2014, 505 p.  (ISBN 9780511973987)
- Lester K. Little (trad. Odile Demange), « Moines et religieux », dans Jacques Le Goff, Jean-Claude Smith, Dictionnaire raisonné de l’Occident médiéval, New York, Paris, Fayard, 1999,  p. 741-757.  (ISBN 9782213602646)
- (en) Samuel IJsseling, Rhetoric and Philosophy in Conflict: An Historical Survey, Springer Science & Business Media, 1976, p. 46-53.  (ISBN 978902471901-3)

#### Articles
- (en) Albrecht Diem, Teaching Sodomy in a Carolingian Monastery: A Study of Walahfrid Strabo’s and Heito’s Visio Wettini, « German History Society », Oxford, Oxford University Press, 2016, 17 p.
- (en) Richard Matthew Pollard, Nonantola and Reichenau. A New Manuscript of Heito’s Visio Wettini and the Foundations for a New Critical Edition, « Revue Bénédictine », Vol. 120, Issue 2, 2010, 53 p.
- (en) Richard Matthew Pollard, Julian Hendrix, Digital Devotion from Carolingian Reicheneau and St. Gall, « Digital Philology », Fall 2012, Johns Hopkins University Press, 2012, 12 p.
- « Galli Vita », dans Académie Bavaroise des sciences (consulté le 8 avril 2017)